# Armadillidium odysseum
Armadillidium odysseum är en kräftdjursart som beskrevs av Karl Wilhelm Verhoeff 1901. Armadillidium odysseum ingår i släktet Armadillidium och familjen klotgråsuggor. Inga underarter finns listade i Catalogue of Life.